# Macross Plus
Macross Plus (マクロスプラス?, Makurosu Purasu) è un OAV anime consistente di quattro episodi, pubblicati dal 1994 al 1995 e di un film di montaggio, proiettato nei cinema giapponesi nel 1995. La serie è il primo sequel di Macross, che prende piede nella linea narrativa originale del primo anime (Macross II venne rinnegato dall'autore Shōji Kawamori). Macross Plus è una delle prime serie animate giapponesi a fare largo uso di computer grafica.
La serie è arrivata in Italia grazie alla Polygram Video che la pubblicò in quattro videocassette. In seguito la serie è stata raccolta in due DVD e pubblicata in un unico cofanetto ad opera della Panini Video.  Il 4 dicembre 2013 la serie è stata nuovamente pubblicata da Dynit sia in DVD sia in Blu-ray.

## Trama
Anno 2040 (28 anni dopo gli eventi narrati in The Super Dimension Fortress Macross) su un pianeta di tipo terrestre, chiamato Eden. Gli esseri umani e gli zentradi hanno iniziato a colonizzare la galassia e questa espansione ha portato allo sviluppo di tecnologie sempre più sofisticate. L'intelligenza artificiale di cui possono disporre i computer è ormai quasi in grado di sviluppare l'autocoscienza, e proprio grazie a queste innovazioni, è stata creata Sharon Apple, cantante "virtuale" di grande successo. Sharon Apple è perfetta, l'unica cosa che le manca è una propria personalità, che prende in prestito da colei che le presta anche la voce, Myung Fang Lone.
Il concerto di debutto di Sharon si tiene sul pianeta Eden (una delle colonie terrestri), dove nello stesso momento, i piloti e collaudatori di caccia Isamu Dyson e Guld Bowman si stanno sfidando per dimostrare la propria superiorità e quella del proprio mezzo (i Valkyrie YF-19 e YF-21) . In realtà un tempo, Isamu, Guld e Myung erano grandi amici, ma in seguito ad un incidente avvenuto sette anni prima, le strade dei tre giovani si separarono inesorabilmente. Quando Isamu e Guld vengono a sapere che Myung è tornata, fra i due si riaccende fortissima la rivalità, dato che entrambi erano innamorati della ragazza.
Quando una AI instabile ed in fase di sperimentazione viene installata in Sharon Apple, che a questo punto può fare a meno di Myung, la situazione precipita e la cantante cerca di prendere possesso dei sistemi della prima nave Macross.

## Personaggi
- Isamu Alva Dyson

Doppiato da: Takumi Yamazaki (ed. giapponese), Patrizio Prata (ed. italiana)
È nato sulla Terra nel 2015 ed è cresciuto con i suoi due amici Myung e Guld sul pianeta rurale dell'Eden. Studente della scuola di Della Musica, condivide la passione per il volo con Guld e va spesso a caccia di giganteschi uccelli indigeni del pianeta solo per vederli volare. Lascia il pianeta Eden dopo che il suo amore per Myung ferisce i sentimenti di Guld e causa lo scioglimento del terzetto. Non molto tempo dopo, nel 2034, realizza il suo sogno di volare unendosi all'ONU Spacy come pilota da combattimento. Dimostra la sua straordinaria abilità col suo combattente variabile VF-11 Thunderbolt durante uno scontro con il rinnegato Zentradi. Ha una predilezione per la spettacolarità e un carattere impertinente e spericolato, vizi che lo mettono in cattiva luce agli occhi dei suoi superiori nonostante la sua bravura come pilota.
- Guld Goa Bowman

Doppiato da: Unshou Ishizuka (ed. giapponese), Enrico Maggi (ed. italiana)
- Myung Fang Lone

Doppiata da: Rica Fukami (ed. giapponese); Jasmine Laurenti (ed. italiana)
- Lucy McMillan

Doppiata da: Megumi Hayashibara (ed. giapponese); Cinzia Massironi (ed. italiana)
- Sharon Apple

Doppiata da: Mako Hyōdō (ed. giapponese); Roberta Federici (ed. italiana)
- Millard Johnson

Doppiato da: Kenji Utsumi (ed. giapponese); Orlando Mezzabotta (ed. italiana)
- Yang Neumann

Doppiato da: Tomohiro Nishimura (ed. giapponese); Davide Garbolino (ed. italiana)

## Episodi
1. A.D. 2040
2. Brain Waves
3. Investigation
4. It's Time to End This

## Versione cinematografica
La versione proiettata ai cinema Macross Plus Movie Edition (マクロスプラス MOVIE EDITION?, Makurosu Purasu Movie Edition) consiste principalmente di materiale utilizzato nei quattro episodi dell'OAV, con l'aggiunta di circa venti minuti di animazione inedita.  Fra le nuove scene è inclusa anche una sequenza di nudo di Lucy, tagliata dalla versione definitiva dell'OAV. Altre scene tagliate vedono Isamu e Lucy mostrati a letto insieme, ed una rappresentazione molto più violenta della morte di Guld. Anche la scena finale è differente, e vede Myung cantare "voices" dopo aver parlato con Isamu, che le confessa di aver vinto solo grazie a lei.

## Colonna sonora
Sigle di apertura
1. "Voices" cantata da Akino Arai (ep. 1)
2. "Idol Talk" by Akino Arai (ep. 2)
3. "Pulse" cantata da Wu Yun Ta Na (ep 4)

Sigle di chiusura
1. "After, in the Dark" cantata da Mai Yamane (eps 1-3)
2. "Voices" cantata da Akino Arai (ep 4)